# Gustavo Zapata
Gustavo Zapata (Saladillo, Argentina, 15 d'octubre de 1967) és un exfutbolista i entrenador de futbol argentí. Va disputar 27 partits amb la selecció de l'Argentina.

## Estadístiques
| Selecció de l'Argentina | Selecció de l'Argentina | Selecció de l'Argentina |
| Anys                    | Partits                 | Gols                    |
| ----------------------- | ----------------------- | ----------------------- |
| 1991                    | 4                       | 0                       |
| 1992                    | 0                       | 0                       |
| 1993                    | 14                      | 0                       |
| 1994                    | 0                       | 0                       |
| 1995                    | 0                       | 0                       |
| 1996                    | 0                       | 0                       |
| 1997                    | 7                       | 0                       |
| 1998                    | 2                       | 0                       |
| Total                   | 27                      | 0                       |